# Gunung Kakine Ungoh Batee
Gunung Kakine Ungoh Batee är ett berg i Indonesien.   Det ligger i provinsen Aceh, i den västra delen av landet, 1 700 km nordväst om huvudstaden Jakarta. Toppen på Gunung Kakine Ungoh Batee är 1 210 meter över havet, eller 217 meter över den omgivande terrängen. Bredden vid basen är 11,6 km.
Terrängen runt Gunung Kakine Ungoh Batee är huvudsakligen kuperad, men åt nordväst är den bergig.  Trakten runt Gunung Kakine Ungoh Batee är nära nog obefolkad, med mindre än två invånare per kvadratkilometer. I omgivningarna runt Gunung Kakine Ungoh Batee växer i huvudsak städsegrön lövskog.